# Laika Party
Laika Party ist ein englischsprachiges Lied, das von der norwegischen Sängerin Emmy Kristiansen interpretiert wurde. Mit dem Titel vertrat sie Irland beim Eurovision Song Contest 2025 in Basel.

## Hintergründe
Kristiansen nahm vor ihrer Teilnahme am irischen Eurovisions-Vorentscheid bereits beim norwegischen Melodi Grand Prix teil: im Jahre 2021 konnte sie sich in der unteren Tabellenhälfte des Finales platzieren, 2024 war sie am Beitrag „Woman Show“ beteiligt, der nicht das Finale erreichte.
Der Titel Laika Song wurde in einem Songwriting-Camp für den Melodi Grand Prix geschrieben. Das Lied wurde schlussendlich jedoch nicht eingereicht, was zu Vermutungen über mögliche Unstimmigkeiten bei der Auswahl für die irische Vorentscheidung führte. Da an dem Titel eine Irin mitgewirkt habe, die zufälligerweise beim Songwriting-Camp ebenfalls anwesend war, habe man sich entschieden, den Titel in Irland einzureichen.
Im Januar 2025 wurde sie schließlich als Teilnehmerin der irischen Show Eurosong 2025 Late Late Show Special vorgestellt, der Song folgte wenige Tage später. Die Show selbst fand am 7. Februar statt. Mit jeweils der Höchstpunktzahl von Jury und Zuschauern, jedoch nicht der internationalen Jury, gewann Emmy mit insgesamt 34 Punkten das Finale vor Samantha Mumba.
Der Titel wurde von Kristiansen gemeinsam mit Henrik Østlund, Larissa Tormey, Truls Marius Aarra sowie Erlend Guttulsrud Kristiansen komponiert. Die Produktion erfolgte durch Østlund und Jonas Jensen.

## Inhaltliches
Der Titel sowie Text sind von der Hündin Laika inspiriert, die als erstes Tier in das Weltall geschickt wurde, dort jedoch kurze Zeit später verstarb. Inspiriert von dieser traurigen Geschichte erläuterte Emmy, dass sie ein Szenario habe schaffen wollen, in dem die Hündin nicht sterbe, sondern weiterlebe und „ihre eigene Party im Himmel“ habe. Ihr sei die Idee zum Titel während eines Quiz gekommen, das sie mit ihrer Familie gespielt habe, wo eine Frage von Laika handelte.
Musikalisch lässt sich der Titel dem Dancepop zuordnen. Der Titel besteht aus zwei Strophen, die sich von einem Refrain mit Pre-Chorus abwechseln. Nach jedem der beiden Refrains wird eine Bridge mit Vokalisierungen gesungen („Ba-da-dam-bam-bam-bam-bam-bam“). Der Refrain bezieht sich auf das oben genannte Szenario, in dem Laika noch am Leben sei („I hope Laika never died and that she spins around us still / And that she has a party in the air and always will“, deutsch „Ich hoffe, dass Laika nie gestorben ist und immer noch um uns kreist / Und dass sie für immer eine Party in der Luft feiern wird.“). Die Zeilen „And if she didn’t fly, nor would you and I / A forever hero for humankind“ (deutsch „Wenn sie nicht geflogen wäre, dann würden wir es auch nicht / Eine ewige Heldin für die Menschheit“) spielt auf die Pionierleistung von Laika an.
Im Outro erfolgt eine Rückung.

## Veröffentlichung
Der Titel wurde am 20. Januar 2025 als Musikstream veröffentlicht.

## Beim Eurovision Song Contest
Mit dem Titel nahm Irland am Eurovision Song Contest teil. Das Land trat hierbei mit Startnummer 3 im zweiten Halbfinale am 15. Mai 2025 an. Es konnte sich jedoch nicht für das Finale qualifizieren.

## Chartplatzierung
| ChartsChartplatzierungen | Höchstplatzierung | Wochen |
| ------------------------ | ----------------- | ------ |
| Irland (IRMA)            | 49 (1 Wo.)        | 1      |